# Ruta 12 (Bolivien)
Die Ruta 12 ist eine Nationalstraße im südamerikanischen Andenstaat Bolivien.

## Streckenführung
Die Straße hat eine Länge von 279 Kilometern und ist auf dem größten Teil ihrer Länge asphaltiert, außer auf dem 32 Kilometer langen Teilstück zwischen Villa Copacabana und Ancaravi (Stand 2015). Die Ruta 12 durchquert den bolivianischen Altiplano von Südwesten nach Nordosten, von der Cordillera Occidental bis zur Cordillera Oriental. Die Straße durchquert auf ihrer gesamten Länge das Departamento Oruro. Sie beginnt im Südwesten als Verlängerung der chilenischen Ruta 15  bei Pisiga Bolívar und endet im Nordosten bei der Ortschaft Ocotavi an der Ruta 4, die das ganze Land von Westen nach Osten durchquert, von Tambo Quemado im Westen bis nach Puerto Busch im Osten.
Die Straße ist komplett asphaltiert.

## Geschichte
Die Ruta 12 ist mit Dekret 25.134 vom 31. August 1998 zum Bestandteil des bolivianischen Nationalstraßennetzes "Red Vial Fundamental" erklärt worden.

## Streckenabschnitte

### Departamento Oruro
- km 000: Pisiga Bolívar
- km 002: Pisiga Sucre
- km 010: Pagador
- km 043: Sabaya
- km 064: Esmeralda
- km 071: Huachacalla
- km 118: Opoqueri
- km 143: Ancaravi
- km 170: Villa Copacabana
- km 195: Toledo
- km 205: Challacollo
- km 232: Oruro
- km 262: Paria
- km 268: Soracachi
- km 279: Ocotavi